# Serena Daolio
Serena Daolio (Carpi, 21 giugno 1972) è un soprano italiano, diplomata col massimo dei voti al  “Conservatorio A. Boito” di Parma sotto la guida di Donatella Saccardi. Successivamente ha studiato con Renata Scotto e Virginia Zeani. Si è contraddistinta nei personaggi pucciniani più conosciuti al pubblico ed in quelli verdiani più famosi.

## Biografia
Nel 2001 si è esibita per la prima volta presso il Teatro Bonci di Cesena nel ruolo di Violetta Valery de “La traviata”.
Nel 2002 è risultata vincitrice del Concorso “Masini” e “Zandonai”. Il maestro Renato Bruson le ha personalmente assegnato il “Premio Renato Bruson” quale giovane cantante particolarmente distintasi nell'anno 2004.
Nel gennaio 2005 ha vinto il primo premio assoluto della 42ª edizione del concorso “Francisco Vinas” di Barcellona, oltre a cinque premi speciali fra i quali il premio del pubblico e il premio migliore interprete di Verdi offerto dal soprano Montserrat Caballè.
Tra i primi impegni che contraddistinguono il suo percorso artistico ricordiamo il debutto avvenuto nel 2002 presso il Teatro alla Scala di Milano ne “Ifigenia in Aulide” (Diane) di Christoph Willibald Gluck diretta da Riccardo Muti in occasione dell'apertura della stagione lirica.
Nel corso della sua carriera ha preso parte ad importanti produzioni interpretando i ruoli di Luisa Miller al Teatro Real di Madrid, Desdemona ne l'Otello al Teatro Lirico di Cagliari, Leonora ne Il trovatore al Kiel Theater, Germania, Requiem di Verdi al Teatro Lirico di Cagliari e nella Cattedrale di Pisa, Nedda nei Pagliacci al Teatro Real di Madrid, Micaela ne Carmen al Maggio Musicale Fiorentino, con Israel Philharmonic Orchestra di Tel Aviv e al Teatro Magnani di Fidenza, Mimì ne La bohème al Teatro San Carlo di Napoli, Teatro della Fortuna di Fano e Teatro Real di Madrid, Liù ne Turandot al Maggio Musicale Fiorentino, allo Sferisterio di Macerata, con l'Orchestra filarmonica d'Israele a Tel Aviv, Suor Angelica al Teatro V. Emanuele di Messina, Magda ne La rondine al Teatro Politeama di Palermo, Madama Butterfly al Teatro Bonci di Cesena, Musetta al Palau de les Arts Reina Sophia di Valencia.
Serena Daolio ha inoltre dato vita a personaggi tratti da opere riscoperte nell'ambito del Festival della Valle D'Itria, come Giulietta ne “Romeo e Giulietta” di Filippo Marchetti per la regia di Massimo Gasperon e la direzione di Andriy Yurkevych, ”Marcella“ di Umberto Giordano, Cordelia ne ”Re Lear” di Cagnoni (editi dalla Dynamic). Oltre ad essi, nell'ambito del Festival Verdi di Parma del 2004, ha interpretato il ruolo di Gulnara ne “Il Corsaro” di Giovanni Pacini.
Ha collaborato con importanti direttori d'orchestra, fra i quali Zubin Mehta, Riccardo Muti, Nello Santi, Jesus Lopez Cobos, Daniele Callegari, Andrea Battistoni, Aldo Ceccato, Giampaolo Bisanti, Paolo Olmi.
Si è esibita in produzioni firmate da registi quali Pier Luigi Pizzi, Giancarlo del Monaco, Yannis Kokkos, Stefano Vizioli, Francesca Zambello, Pierre Audi, Lorenzo Amato, Alessio Pizzech.
La sua attività concertistica l'ha vista esibirsi in prestigiosi teatri, tra i quali il Regio di Parma, il Teatro Regio di Torino nell'ambito della Rassegna “Nuove carriere 2006”, l'Auditorium C.Pollini di Padova, la St John's Hall di Londra per “The Rosenblatt Recital Series”.
Il suo repertorio sacro include le esecuzioni di ”Verdi Requiem” (Teatro Lirico di Cagliari, Auditorium LaVerdi di Milano),”Messa dell'incoronazione” di W.A. Mozart, “Gloria” di A.Vivaldi, “Petite Messe Solennelle” di G. Rossini (Teatro La Monnaie di Bruxelles), “Requiem” di J.B.Faurè diretto dal maestro Roberto Tolomelli, “Messa Bassa” di J.B.Faurè (Teatro Filarmonico di Verona).

## Premi
- Premio Alberto Pio III (Rotary Club Carpi) 2009[8]
- Premio Melvin Jones (Lions Club "Alberto Pio" Carpi)
- Premio Domenico Danzuso (Lions Club Catania Host, Società Catanese Amici della Musica Teatro Stabile Catania)
- Premio Nuove Cariiere Cidim (Torino) 2006
- Primo Premio Francisco Vinas (Barcellona)
- Premio Carlo Alberto Cappelli (Circolo Lirico Culturale Pavarotti Carpi)
- Premio Renato Bruson (Torino)
- Premio Zandonai (Riva del Garda)

## CD
- Umberto Giordano, Marcella: Serena Daolio, Danilo Formaggia, Pierluigi Dilengite, Natalizia Carone, Umberto Giordano (Compositore), Manlio Benzi (Conduttore), Orchestra Internazionale d'Italia (Orchestra) Formato: Audio CD Etichetta: Dynamic ASIN: B001596A4A
- Antonio Cagnoni, Re Lear, Serena Daolio, Costantino Finucci, Danilo Formaggia, Eufemia Tufano, Orchestra Internazionale d'Italia, Bratislava Chamber Choir, Antonio Cagnoni (Compositore), Massimiliano Caldi (Direttore), Massimiliano Caldi & Orchestra Internazionale D'Italia, Formato: Audio CD, Etichetta: Dynamic, ASIN: B003AJ7TUC
- Filippo Marchetti, Romeo e Giulietta, Dir. Andriy Yurkevych, Regia Massimo Gasparon, CD Edizioni Dynamic

## DVD
- Umberto Giordano, Marcella: Serena Daolio, Danilo Formaggia, Pierluigi Dilengite, Natalizia Carone, Umberto Giordano (Compositore), Manlio Benzi (Conduttore), Orchestra Internazionale d'Italia (Orchestra) Formato: DVD Etichetta: Naxos ASIN: B0020MST9U Data:29 aprile 2009